# Neuhausen/Spree
Neuhausen/Spree (Nedersorbisch: Kopańce) is een gemeente in de Duitse deelstaat Brandenburg, en maakt deel uit van de Landkreis Spree-Neiße.
Neuhausen/Spree telt 4.967 inwoners.
De plaats Klein Döbbern maakt deel uit van de gemeente.

## Demografie
- Ontwikkeling van de bevolking sinds 1875 binnen de huidige grenzen (blauwe lijn: Bevolking; stippellijn: Vergelijking van de ontwikkeling van de bevolking van de deelstaat Brandenburg, Grijze achtergrond: tijdens de nazi-regering, Rode achtergrond: tijdens de communistische regering)
- Recente ontwikkeling van de bevolking (blauwe lijn) en prognoses

| Jaar | Inwoners |
| ---- | -------- |
| 1875 | 5 367    |
| 1890 | 5 568    |
| 1910 | 5 203    |
| 1925 | 5 431    |
| 1939 | 5 308    |
| 1950 | 6 251    |
| 1964 | 5 536    |

| Jaar | Inwoners |
| ---- | -------- |
| 1971 | 5 325    |
| 1981 | 4 695    |
| 1985 | 4 564    |
| 1990 | 4 285    |
| 1995 | 4 745    |
| 2000 | 5 909    |
| 2005 | 5 723    |

| Jaar | Inwoners |
| ---- | -------- |
| 2010 | 5 237    |
| 2015 | 4 997    |
| 2016 | 4 952    |
| 2017 | 4 935    |
| 2018 | 4 903    |
| 2019 | 4 941    |
| 2020 | 4 967    |

Gegevensbronnen worden beschreven in de Wikimedia Commons..